# Gerbillus bilensis
Gerbillus bilensis är en omstridd gnagare som beskrevs av Frick 1914.
Nyare taxonomiska avhandlingar listar den som synonym till antingen Gerbillus dunni eller Gerbillus pulvinatus.